# میبو موتواوسا

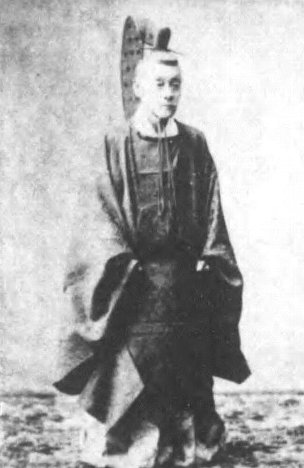
تصویر

میبو موتواوسا (به ژاپنی: 壬生 基修 みぶ もとおさ)، تولد ۱۸۳۵ - مرگ ۱۹۰۶، او از باکوماتسو تا دوره میجی، اشراف‌زاده و سیاستمدار و یکی از هفت درباری تبعیدی بود. او سومین پسر نیواتا شیگه‌موتو ja:庭田重基 بود.